# Malms kommun
Malms kommun (norska: Malm kommune) var en kommun i Nord-Trøndelag fylke i Norge. Kommunen omfattade ett område i den nordvästra delen av nuvarande Steinkjers kommun (den nordöstra delen av tidigare Verrans kommun). Tätorten Malm utgjorde kommunens centralort.

## Administrativ historik
Malms kommun upprättades den 1 juli 1913 genom utbrytning ur Beitstads kommun. Kommunen hade 993  invånare vid upprättandet.
Den 1 januari 1964 gick kommunen upp i Verrans kommun. Kommunens hade då 2 975 invånare.
Området utgör sedan den 1 januari 2020 en del av Steinkjers kommun.

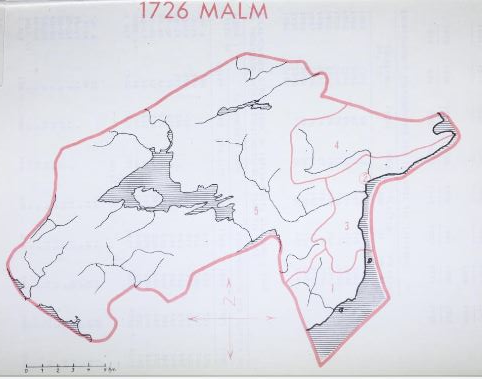
Karta över den tidigare kommunen som den såg ut 1960. Området utgör idag en del av Steinkjers kommun.